# Александровац (Босния и Герцеговина)
Александровац — населенный пункт в общине Лакташи, которая принадлежит энтитету Республике Сербской, Босния и Герцеговина. По результатам югославской переписи населения 1991 года в Александроваце проживало 677 человек. До второй мировой войны Александровац был немецкой деревней Рудольфстал.

## Население
| 1991                           | - | - | - | - | - | - |
| ------------------------------ | - | - | - | - | - | - |
| 677                            | - | - | - | - | - | - |
| Гистограмма динамики населения |   |   |   |   |   |   |

### Национальный состав на 1991 год
- Сербы — 570 человек
- Югославы — 46 человек
- Хорваты — 45 человек
- Мусульмане — 1 человек
- Другие — 15 человек